# Министарство цивилних послова Босне и Херцеговине
Министарство цивилних послова Босне и Херцеговине је једно од девет заједничких министарстава на нивоу Босне и Херцеговине одговорно Босне и Херцеговине одговорно Савјету министара Босне и Херцеговине, на чијем је челу се налази Дубравка Бошњак из ДНС.
Министарство је надлежно за: послове држављанства, упис и евиденцију грађана, заштиту личних података, пријављивање пребивалишта и боравишта, личне исправе, путне исправе, поступак евиденције регистрације возила, деминирање.
Такође је надлежно за обављање послова и извршавање задатака који су у надлежности Босне и Херцеговине и који се односе на утврђивање основних принципа координирања активности, усклађивања планова ентитетских органа власти и дефинисање стратегије на међународном плану у подручјима: здравства и социјалне заштите, пензија, науке и образовања, рада и запошљавања, културе и спорта, геодетским, геолошким и метеоролошким пословима.
У саставу овог министарства је Агенција за идентификациона документа, евиденцију и размену података Босне и Херцеговине (IDDEEA) и Комисија за деминирање у БиХ као самосталне службе.